# ایتو یوشیسوکه
ایتو یوشیسوکه ((به ژاپنی: 伊東 義祐 Itō Yoshisuke); ۱ ژانویهٔ ۱۵۱۲ – ۲۹ اوت ۱۵۸۵) سامورایی، دایمیو در دوره سنگوکو از خاندان ایتو اهل ژاپن بود.